# Delia notobata
Delia notobata är en tvåvingeart som beskrevs av Griffiths 1991. Delia notobata ingår i släktet Delia och familjen blomsterflugor. Inga underarter finns listade i Catalogue of Life.